# Berimbau
Pour les articles homonymes, voir Viola.
Le berimbau \bɛ.ʁim.bo\ ou \bɛ.ʁim.bao\ est un instrument de musique brésilien de la famille des cordes frappées. C'est un arc musical d'origine africaine (instrument traditionnel des peuples Kambas) dont des variétés similaires sont aussi utilisées dans l'océan Indien : bobre à La Réunion, bon à Rodrigues, bomb aux Seychelles et à l'Île Maurice, jejylava à Madagascar, et chitende au Mozambique. Aujourd'hui, c'est surtout l'instrument principal de la capoeira (ou du moringue, cousin de la capoeira dans l'océan Indien), mais il est aussi utilisé dans d'autres formes de la musique brésilienne.
Son nom dérive de celui de la guimbarde en espagnol et portugais. Il fut amené au Brésil très tôt, en même temps que les esclaves, par les Portugais, étant donné qu'il n'existe pas trace d'arc musical dans les cultures autochtones brésiliennes.

## Facture

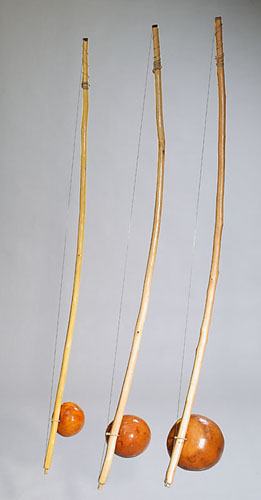
Berimbaus

Il existe quatre types de berimbau :
- le birimbao :

il s'agit de la guimbarde en métal importée et jouée par les Portugais, car rare et chère.
- le berimbau-de-boca (de bouche) :

cette variété, sans doute la plus ancienne et la plus proche des arcs africains, avec la bouche servant de résonateur, a aujourd'hui disparu.
- le berimbau-de-bacia (de bassin) :

cette version se rencontre encore aujourd'hui. Elle consiste en un grand arc tendu entre deux bassines ou jerricans, tenu par un aide, tandis que le vrai musicien est assis et joue sur la corde à la fois la rythmique et la mélodie avec une baguette à droite et un caillou ou une pièce à gauche. C'est un instrument rare très polyvalent, qui peut jouer toutes les mélodies, et dont les musiciens itinérants se servent encore (voir aussi le villâdivâdyam en Inde).
- le berimbau-de-barriga (du ventre) :

c'est le type le plus connu aujourd'hui, consistant en un arc tendu par une corde de métal, dont le son est produit par une baguette frappant la corde de manière rythmique et une pièce venant limiter de manière variable la longueur de la corde, permettant de changer de notes, le tout amplifié par un résonateur proche du ventre. Il est autant utilisé par les musiciens itinérants, que par ceux de la capoeira ou par des percussionnistes de style jazz ou classique.
Ce berimbau est composé des éléments suivants:
- le biriba ou fare : un bâton courbé de 15 à 25 mm de diamètre, et de 1,20 m à 1,50 m de longueur, en bois dur (biriba) ou de bambou (c'est une source possible du nom de l'instrument). Il en existe deux variétés : anciennement à pointe (pouvant servir d'arme), et aujourd'hui à bout plat.

- la cuerda ou arame : à l'origine en fibre naturelle, aujourd'hui un fil d'acier à ressort (une corde à piano ou, au Brésil, on récupère l'armature de vieux pneus) tendu entre les extrémités du bâton.

- la cabaça ou coité : une calebasse sèche évidée et ouverte, munie d'un anneau de ficelle ou de lacet de soulier à l'opposé de son ouverture, que l'on enfile sur la partie inférieure de l'arc et de la corde pour servir de caisse de résonance. Il en existe deux variétés : cabaça est la plus courante, avec une forme à deux boules réunies ; coité, de forme ovale.

- la baqueta ou vareta : une baguette généralement de bois, rarement de métal, de quelques dizaines de centimètres pour frapper la corde.

- le dobrão, vintem ou pedra : une pièce de monnaie en métal ou une pierre.

- La plupart du temps, mais pas obligatoirement, le musicien tient un ou deux caxixí, hochet de paille à fond de calebasse, dans la même main que la baguette.

Les capoeiristes classent les berimbaus en trois catégories, selon leur son :
- le berra-boi ou gunga a un son grave.
- le medio ou gunga a un son médium.
- le violinha ou viola est le plus aigu des trois.

Ces catégories ne dépendent pas de la taille. Trois berimbaus de même dimension peuvent se répartir dans les trois classes. Le timbre dépend plus de la raideur du bois de la vergue et de celui de la calebasse. Il s'agit d'un classement relatif quand il y a plusieurs instruments. Cependant, on remarque parfois que les berimbaus de type viola sont un peu plus longs, dans un bois un peu plus épais et une calebasse plus petite que pour les medio ou les gunga.

## Jeu

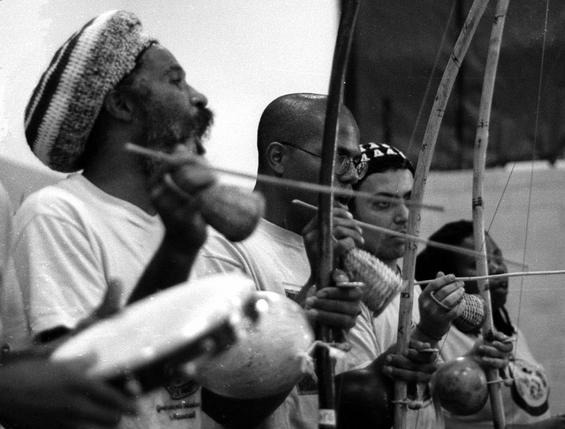
Trois joueurs de berimbau, avec des caxixis (un pandeiro au premier plan)

Le musicien tient l'instrument en équilibre sur le petit doigt d'une main à l'aide du médium et de l'auriculaire de la même main, dont le pouce et l'index tiennent la pièce. L'autre main tient la baguette.
Le berimbau, pour la capoeira, a trois sons principaux :
- le son « cassé » est le plus difficile à obtenir. L'instrument est appuyé contre le ventre, qui ferme la calebasse ; on laisse la pièce toucher la corde, sans appuyer. La frappe de la baguette, juste au-dessus de la pièce, donne un son fortement timbré "tchi".

- Pour le son « grave », il faut tenir le berimbau décollé du ventre, afin que la calebasse soit ouverte. La pièce ne touche pas la corde au moment de la frappe, qui se fait à un point qui se trouve environ deux doigts au-dessus de la ficelle de la calebasse.

- Pour le son « aigu », on tient encore le berimbau décollé du ventre, mais la pièce appuie fortement sur la corde. On frappe à un point que l'on trouve environ deux doigts au-dessus de la pièce. Ce son diffère par le timbre et par la hauteur du son précédent. Les anciens auteurs et enregistrements indiquent une différence de un ton (do-ré). Ceci n'est possible qu'avec des bois d'environ 1,20 mètre, comme autrefois. Les grands berimbaus qui sont devenus plus courants aujourd'hui ne permettent pas cet écart, il faudrait écarter la pièce de la calebasse au-delà du possible.

Les musiciens ont d'autres sons, mais ces trois effets principaux servent pour définir les toques (motifs rythmiques) de la capoeira.
Ouvrir et fermer la calebasse pendant que la corde sonne produit un effet "oua-aoua", d'autant plus fort que la calebasse est largement ouverte. Tous les maîtres n'approuvent pas cet effet. Appuyer la pièce sur la corde après avoir frappé produit des notes liées ; refermer la calebasse alors que le son résonne l'arrête nettement. Un certain toque demande des frappes sur la corde à vide avec la calebasse fermée. Les musiciens utilisent tous les sons qu'ils peuvent tirer de l'instrument, mais il est souvent dit de mauvais goût de frapper d'autres parties que la corde.
Bien entendu, la force avec laquelle on frappe la corde est particulièrement importante pour le rythme. Le son corde ouverte est naturellement plus fort (avec la même force de frappe, les deux autres sonnent moins), mais le musicien détermine quelles frappes doivent être plus fortes. Également, le timbre de l'instrument varie un peu selon la force de la frappe ; certains toques tirent parti de cet effet.
La musique de capoeira est principalement rythmique. La plupart des motifs que l'on joue viennent de la même structure à huit temps : x x . v . v . v . — chaque caractère représente une unité de temps : x indique le son frisé, v une autre frappe, selon la variante, les points indiquent qu'il n'y a pas de frappe à ce moment ; ceci n'est qu'un schéma ; il y a par ailleurs des syncopes.
Les capoeiristes produisent beaucoup de variations à partir de ce modèle. Les plus connues servent de base à des toques de berimbau qui ont un nom.
Les toques Iuna, Santa Maria, Benguela, Angolinha...
Ils sont nombreux, changent parfois de noms suivant le maître ou bien divergent selon les styles (angola, régionale ou contemporaine), mais interagissent tous avec le jeu pratiqué dans la roda.
En Angola, ils se combinent pour former une "bateria", chaque berimbau jouant un rythme différent. Une bateria de "São Bento Pequeno" n'implique pas la même malice, la même façon de jouer qu'une bateria de "Jogo de Dentro".
Les toques les plus connus sont les suivants :
- Angola : on omet la dernière frappe de la séquence: xx.o.i… (o représente la frappe corde à vide, i avec la pièce).

- São Bento Grande de Angola est le rythme le plus utilisé pour le jeu, dans la plupart des groupes : xx.i.o.o

Angola est souvent joué lentement et São Bento Grande de Angola plus rapidement, mais ce n'est pas absolument nécessaire ; chaque groupe dit une chose différente à ses débutants, tandis que les vétérans sourient (ceci est valable en contemporaine).

## Chanson
Berimbau est une chanson de Baden Powell et Vinícius de Moraes composée en 1963, dont la musique a été reprise par Claude Nougaro pour sa chanson Bidonville.